# سیارک ۱۶۱۲۹
سیارک ۱۶۱۲۹ (به انگلیسی: 16129 Kevingao، نامگذاری:1999XG97) شانزده هزار و صد و بیست و نهمین سیارک کشف شده‌است که در ۷ دسامبر ۱۹۹۹ کشف شد.
قدر مطلق سیارک برابر ۱۲.۹ است.